# Peónia (keresztnév)
A Peónia újabb keletű névalkotás a Paeonia (magyarul bazsarózsa vagy pünkösdirózsa) virágnévből, ami görög eredetű latin szóból ered, a jelentése Paeonhoz (az istenek orvosához) tartozó.

## Gyakorisága
Az 1990-es években szórványos név, a 2000-es években nem szerepel a 100 leggyakoribb női név között.

## Névnapok
- május 1.[2]
- augusztus 1.[2]